# Chris Benard
Chris Benard (* 4. April 1990 in Tustin, Kalifornien) ist ein US-amerikanischer Leichtathlet, der sich auf den Dreisprung spezialisiert hat. 2022 siegte er bei den NACAC-Meisterschaften und sicherte sich 2018 die Silbermedaille.

## Sportliche Laufbahn
Chris Benard wuchs in Corona in Kalifornien auf und studierte von 2008 bis 2010 an der University of California, Riverside und wechselte dann an die Arizona State University. 2012 sammelte er bei den U23-NACAC-Meisterschaften in Irapuato erste internationale Erfahrungen und gewann dort mit einer Weite von 15,90 m die Silbermedaille hinter seinem Landsmann Chris Phipps. 2014 wurde er beim British Grand Prix in Glasgow mit 16,54 m Dritter und 2016 gelangte er bei den Hallenweltmeisterschaften in Portland mit 16,15 m auf Rang elf. Im August nahm er an den Olympischen Sommerspielen in Rio de Janeiro teil und schied dort mit 16,55 m in der Qualifikationsrunde aus. Im Jahr darauf erreichte er bei den Weltmeisterschaften in London das Finale und klassierte sich dort mit 17,16 m auf dem sechsten Platz. 2018 wurde er bei der Athletissima in Lausanne mit 16,92 m Dritter und gewann bei den NACAC-Meisterschaften in Toronto mit 16,73 m die Silbermedaille hinter dem Kubaner Jordan Díaz.
2021 nahm er erneut an den Olympischen Sommerspielen in Tokio teil, verpasste aber mit 16,59 m den Finaleinzug. Im Jahr darauf siegte er mit 16,57 m bei den USATF Bermuda Games sowie mit 16,55 m beim USATF Distance Classic. Im Juli schied er bei den Weltmeisterschaften in Eugene mit 16,53 m in der Qualifikationsrunde aus und siegte anschließend mit 16,40 m bei den NACAC-Meisterschaften in Freeport. 2023 belegte er bei den Weltmeisterschaften in Budapest mit 16,62 m im Finale den neunten Platz und wurde dann bei den Panamerikanischen Spielen in Santiago de Chile mit 16,48 m Vierter. Im Jahr darauf gelangte er bei den Hallenweltmeisterschaften in Glasgow mit 16,14 m auf den zwölften Platz.

## Persönliche Bestleistungen
- Weitsprung: 8,10 m, 14. Februar 2014 in Albuquerque
- Dreisprung: 17,48 m (0,0 m/s), 23. Juni 2017 in Sacramento